# Fiona Doyle
Fiona Doyle, född 4 oktober 1991, är en irländsk simmare.
Doyle tävlade för Irland vid olympiska sommarspelen 2016 i Rio de Janeiro, där hon blev utslagen i försöksheatet på 100 och 200 meter bröstsim.